# Дылгыров, Галсан-Жимба
Галсан-Жимба Дылгыров (монашеское имя Вагиндра Сумати Галба-Бхадрадана) (1816, улус Судунтуй, Забайкальская область — 1872), бурятский буддийский ученый, переводчик и издатель, второй настоятель Цугольского дацана, Прославился изданием, переводами и комментариями тибетских доктринальных текстов, философских, дидактических, медицинских, тантрических и обрядовых сочинений, популярных сборников в жанре субхашита.

## Биография
Происходил из знатного семейного клана рода харгана. Письменный монгольский язык изучил по традиции семейного воспитания, тибетский язык — во время обучения в дацане. Получил обеты гецула и гелуна от цорджи Агинского дацана и от монгольского ламы из Их-Хурэ — знатока цанида и Винаи. Был посвящен в цикл практики Будды Медицины, перевел с тибетского на монгольский язык медицинский трактат «Лхантаб», изучал цанид, руководил начальными курсами логики — «цадма».
В 1834 стал лацабом — помощником ширетуя Цугольского дацана, а в 1842 — его настоятелем. Неоднократно посещал почти все селенгинские и хоринские дацаны по делам религии, прежде всего для организации цанид-дацанов, учебных и квалификационный философских диспутов. Ездил в монгольские монастыри Амарбаясгалант, Дамбадаржа и Их-Хурэ для поклонения и совершенствования в буддийских науках. Перевел на монгольский язык и издал более 20 сочинений, отредактировал 5 тибетских текстов разных жанров. Его произведения издавались в Агинском и Цугольским дацанах.